# Municipio de East Lucas
El municipio de East Lucas (en inglés: East Lucas Township) es un municipio ubicado en el condado de Johnson en el estado estadounidense de Iowa. En el año 2010 tenía una población de 551 habitantes y una densidad poblacional de 43,85 personas por km².

## Geografía
El municipio de East Lucas se encuentra ubicado en las coordenadas 41°36′38″N 91°29′26″O / 41.61056, -91.49056. Según la Oficina del Censo de los Estados Unidos, el municipio tiene una superficie total de 12.57 km², de la cual 12,57 km² corresponden a tierra firme y (0 %) 0 km² es agua.

## Demografía
Según el censo de 2010, había 551 personas residiendo en el municipio de East Lucas. La densidad de población era de 43,85 hab./km². De los 551 habitantes, el municipio de East Lucas estaba compuesto por el 93,28 % blancos, el 1,81 % eran afroamericanos, el 2,18 % eran asiáticos, el 1,63 % eran de otras razas y el 1,09 % eran de una mezcla de razas. Del total de la población el 2,54 % eran hispanos o latinos de cualquier raza.